# 金雋
金雋（2014年5月12日—），韓國兒童演員。5歲開始隨哥哥金律開始兒童演員的生活，代表角色為tvN電視劇《機智醫生生活》系列中的李羽朱。

## 演藝經歷
2019年出演tvN電視劇《救救我2》首次亮相，2020-2021年在tvN熱門電視劇《機智醫生生活》及《機智醫生生活2》中飾演曹政奭的兒子李羽朱被廣為所知。

## 演出作品

### 電視劇
- 2019年：tvN《救救我2》飾演 餐廳裡的孩子
- 2020年：tvN《機智醫生生活》飾演 李羽朱
- 2021年：tvN《機智醫生生活2》飾演 李羽朱
- 2022年：ENA《什麼都不想做》
- 2022年：Netflix《紙房子：韓國篇》飾演 奈洛比的兒子
- 2023年：Disney+《Moving 異能》飾演 全啟道小時候

### 電影
- 2023年：《大明星多重宇宙》飾演 羅夏